# Smilinguido
Smilingüido é um personagem protagonista cuja vida é retratada em um formigueiro. Smi, como é chamado pelos amigos, é uma formiga bastante ativa que interage com seus amigos e com a natureza ressaltando os valores cristãos em todas as suas atividades.
Smilingüido protagoniza tirinhas, livros, filmes e videogames cujos direitos de distribuição pertencem exclusivamente à editora Luz e Vida, de Curitiba.[carece de fontes?]
A marca rende anualmente um faturamento de 10 milhões de reais para a editora Luz e Vida

## História
Em 11 de Janeiro de 1980, a artista plástica Márcia D'Haese criou uma formiguinha para ilustrar seus cadernos em parceria com seu esposo Hialmar d'Haese. O amigo do casal, Dr. Carlos "Catito" Grzybowski contribuiu na criação através de seu talento autoral, que conferiu personalidade e caráter à formiguinha. A equipe criadora contou ainda com a contribuição de muitos outros que se dispuseram a ajudar na publicação das primeiras histórias.
A primeira ideia de nome para a formiguinha foi Zecão, mas logo o grupo achou o nome muito pesado para um ser tão pequeno e frágil, sugeriram então o nome de Smilingüido, para dar relevância ao fato de que apesar de pequeno e frágil, ou seja "desmilingüido", o Senhor Deus poderia manifestar Seu poder e Sua grandeza. "... Porque o poder de Deus se aperfeiçoa na nossa fraqueza".
Este foi o início do personagem e seu respectivo nome. De lá para cá muitos eventos importantes aconteceram como a incorporação deste ministério pela editora Luz e Vida (1989). Desde então todos os produtos criados estão sob orientação da Editora. É muito representado em figurinhas impressas em papel. O filme Smilingüido - Moda Amarela, ganhou em 2015 o prêmio de melhor animação em 2013, no 1° Festival Nacional de Cinema Cristão do Brasil.

## Contexto
A proposta de Smilingüido é claramente, desde sua criação transmitir uma mensagem cristã baseada na Bíblia. Dessa forma, o perfil do personagem se inspira em episódios bíblicos, como o de Saulo de Tarso que teve seu nome mudado para Paulo (pequeno) a despeito da grande obra que faria. Da mesma forma, o Smilingüido representa a fragilidade do homem, ele nos lembra que o homem sem Deus nada pode fazer.
Pelos mesmos motivos, a equipe de criação, produção e distribuição do personagem é composta necessariamente por pessoas comprometidas à fé cristã e que acreditam poder dedicar suas vidas à missão de aproximar pessoas a Deus.[carece de fontes?]

## Mercado
Embora a temática cristã o coloque em um nicho de atuação relativamente restrito no mercado merchandising, Smilingüido tornou-se popular o suficiente para ver seus produtos se tornarem alvo de pesada pirataria, a ponto da editora que o produz sentir a necessidade de lançar uma iniciativa para combater o despejo de produtos ilegais com a marca no mercado. No site do personagem, uma seção encoraja as crianças a responderem perguntas que irão ensiná-las a identificar produtos falsificados.